# Projektor

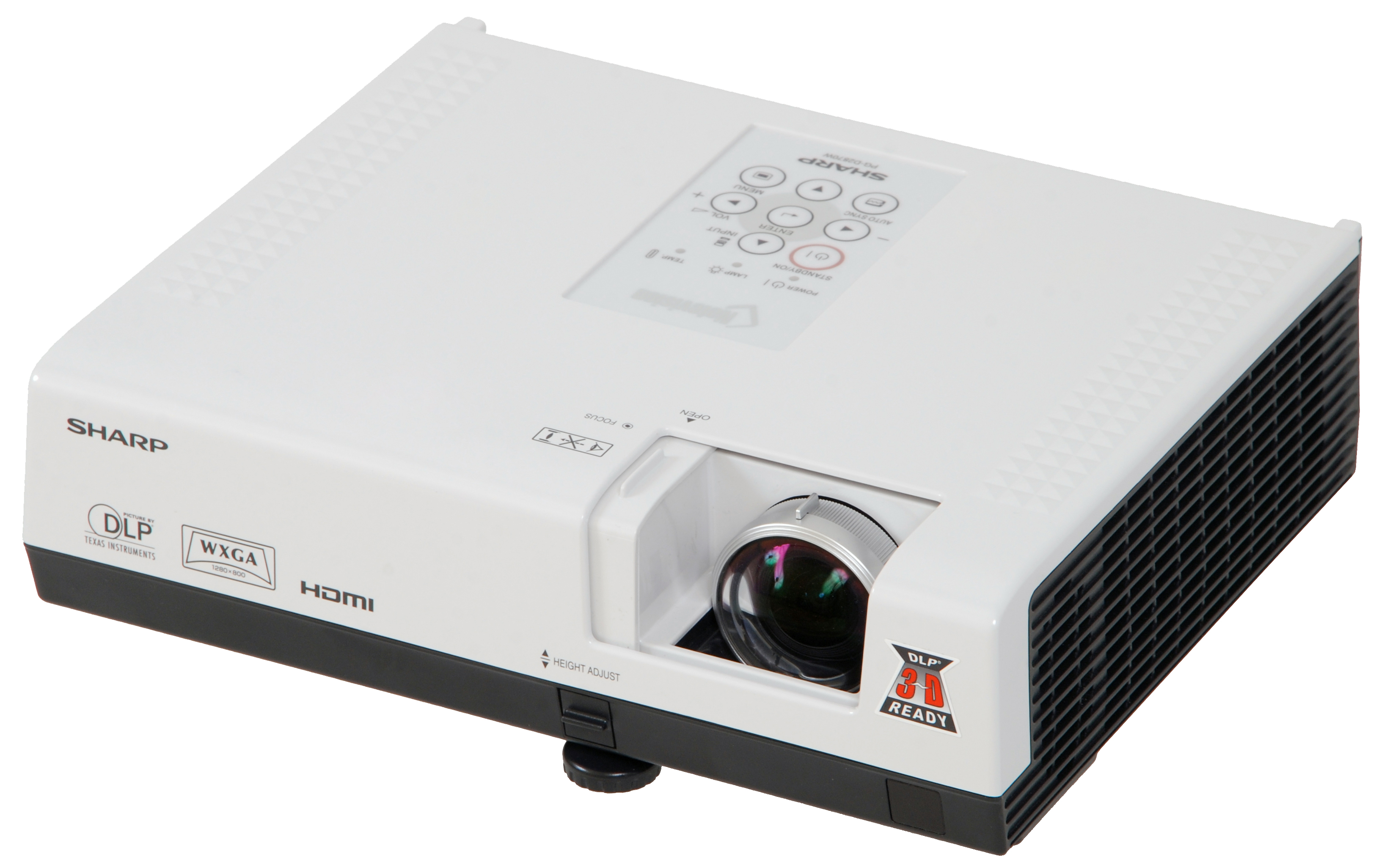
Sharp – projektor PGD2870W

Projektor, rzutnik projekcyjny – urządzenie optyczne służące do wyświetlania na ekranie projekcyjnym obrazu nieruchomego lub ruchomego.
Projektor składa się ze źródła światła i układu optycznego, formującego wiązkę światła. Nowoczesne rzutniki projekcyjne jako nośnika obrazu używają równoległej wiązki światła.
Dzięki rozbieżności strumienia światła oraz umieszczaniu przedmiotu blisko źródła światła, uzyskuje się znaczne powiększenie obrazu na ekranie.

## Rodzaje projektorów
Podział ze względu na tradycyjne podłoże przedmiotu
- episkop, w którym podłoże jest nieprzezroczyste – wyświetlany obraz powstaje dzięki odbiciu promieni światła od przedmiotu, którym może być np. rysunek na papierze;
- diaskop, w którym podłoże jest przezroczyste – wyświetlany obraz tworzą promienie światła przechodzące przez przedmiot, np.:
  - lampa kolorofonowa
  - rzutnik pisma (przedmiotem jest rysunek lub wydruk na folii),
  - rzutnik przeźroczy
- epidiaskop; urządzenie ma dwa tryby pracy – łączy cechy diaskopu i episkopu

Podział ze względu na użytkowe podłoże przedmiotu
- projektor filmowy; przedmiot na błonie filmowej
- projektor telewizyjny; przedmiot obrazu telewizyjnego
- projektor komputerowy; przedmiot na matrycy sterowanej komputerowo, urządzenie na jeden z dwu trybów pracy (odbijanie lub przenikanie światła), np. raster pikselowy na matrycy z ciekłych kryształów.